# NGC 7703
NGC 7703 (również PGC 71797 lub UGC 12676) – galaktyka soczewkowata (S0), znajdująca się w gwiazdozbiorze Pegaza. Odkrył ją John Herschel 7 października 1825 roku.